# Mario Nardone
Mario Nardone (Pietradefusi, 8 maggio 1915 – Milano, 1º luglio 1986) è stato un poliziotto e dirigente pubblico italiano.

## Biografia
Figlio di un poliziotto poi divenuto questore, si arruolò nella polizia dopo la laurea: a muoverlo in questa direzione, come lui stesso dirà in un'intervista con Enzo Biagi anni dopo, fu il «desiderio di prendere le parti di chi è più debole». Divenuto commissario di pubblica sicurezza, nel 1946 si trasferisce a Milano, dove diede vita, per la prima volta, alla squadra mobile e al centralino telefonico per le chiamate d'emergenza.
Contribuì a risolvere i casi di Rina Fort, la "belva di via San Gregorio" e quello della banda di Via Osoppo. Fu poi questore di Como.
Chiamato il "Maigret italiano" per la sua sensibilità, morì nella sua casa di Milano nel luglio 1986 dopo una lunga malattia.
È stato l'autore del libro per ragazzi Il manuale del giovane detective, della stessa collana della Mondadori di cui facevano parte altri manuali famosi per ragazzi, come ad esempio il celeberrimo Manuale delle Giovani Marmotte.

## Nella cultura di massa
La serie televisiva Il commissario Nardone racconta la storia, romanzata ma basata su fatti reali, del commissario Mario Nardone, interpretato da Sergio Assisi.

## Onorificenze
Ambrogino d'Oro rilasciato dal Comune di Milano